# Семейство Венгрии
Семейство Венгрии (лат. Hungaria) — это небольшая группа астероидов, расположенных в главном поясе. Астероиды данного семейства характеризуются орбитами с большими полуосями от 1,78 до 2,00 а. е., довольно высоким наклонением орбиты в диапазоне от 16 до 34 градусов и эксцентриситетом не более 0,18. Главная особенность астероидов семейства Венгрии состоит в том, что имея орбитальный период около 2,5 лет, они находятся в орбитальных резонансах сразу с двумя планетами, Марсом и Юпитером. В первом случае резонанс составляет 2:3, на два оборота астероида вокруг Солнца приходится три оборота Марса, во втором случае резонанс равен 9:2, на девять оборотов астероида приходится два оборота Юпитера. 
Астероидам семейства Венгрии соответствует область наиболее плотной концентрации астероидов вблизи внутренней части главного пояса, отделённой от него областью  орбитального резонанса с Юпитером 4:1. Семейство было названо в честь крупнейшего своего представителя астероида (434) Венгрия.
Большинство членов семейства принадлежит к светлым астероидам спектрального класса E, имеющим очень высокое альбедо поверхности, обычно около 0,3. Но несмотря на это заметить их в телескоп очень сложно, поскольку все астероиды семейства имеют очень маленькие размеры, так например, крупнейший представитель семейства астероид Венгрия имеет лишь 20 км в диаметре, что является пределом разрешающей способности для большинства любительских телескопов.
Орбитальный резонанс с Юпитером 4:1, соответствующий орбитам с большими полуосями около 2,6 а. е., вызывает сильные гравитационные возмущения со стороны Юпитера на любые тела попадающие в зону резонанса, что приводит к неминуемому росту эксцентриситета их орбит и, в конечном итоге, к выходу из этой зоны с переходом на другую орбиту. Тем самым в поясе астероидов формируются пустые области, соответствующие зонам орбитальных резонансов, называемые люками Кирквуда. С другой стороны, те астероиды, которые находятся внутри этого резонанса и обладают небольшим наклоном орбиты, попадают в зону действия гравитационного влияния Марса, что  вызывает отталкивание астероидов, а не притягивание как в случае с Юпитером, кроме тех, которые расположены достаточно близко от него. Следствием этого стало то, что все астероиды с малым наклоном орбиты, близким к наклону орбиты Марса, были выброшены из этого промежутка, за исключением тех, которые движутся по достаточно сильно наклонённым орбитам, на которых влияние резонанса с Марсом не так велико. Именно к таким астероидам относятся астероиды семейства Венгрии. 
Тем не менее, в долгосрочной перспективе гравитационное влияние Марса приведёт к рассеиванию семейства. Из-за большого значения эксцентриситета максимальное влияние на эти астероиды Марс, будет оказывать, когда они будут находиться вблизи его афелия, что будет приводить к ещё большему росту их эксцентриситета, что в течение ближайших миллионов лет приведёт к появлению новых астероидов сближающихся с Землёй, в частности из группы Амура или даже пересекающих её орбиту.